# Otto Jastrow
Otto Jastrow (* 19. Februar 1942 in Saarlouis) ist ein deutscher Semitist, der hauptsächlich zu arabischen und aramäischen Dialekten forscht. Er lehrte als Professor für Semitistik an der Universität Heidelberg (1990–1996) sowie für Orientalische Philologie an der Universität Erlangen (1996–2007).

## Leben
An den Universitäten Saarbrücken, Tübingen, Istanbul and Beirut studierte Otto Jastrow von 1962 bis 1967 Semitistik, Arabistik, Islamwissenschaft, Phonetik und Allgemeine Linguistik. Mit einer Arbeit zur Laut- und Formenlehre des neuaramäischen Dialekts von Midin im Tur Abdin wurde er 1967 in Saarbrücken promoviert. Es folgten ausgiebige Feldforschungen in der Türkei, Libanon, Syrien und Irak. Von 1971 bis 1975 war er wissenschaftlicher Assistent an der Friedrich-Alexander-Universität Erlangen-Nürnberg (Lehrstuhl von Wolfdietrich Fischer) und habilitierte sich dort 1974 mit der Schrift Die mesopotamisch-arabischen qǝltu-Dialekte.
Jastrow wurde in Erlangen 1975 zum Oberassistenten und 1980 zum C2-Professor ernannt. Er folgte 1990 einem Ruf auf den Lehrstuhl für Semitistik an der Universität Heidelberg. Als Lehrstuhlinhaber für Orientalische Philologie kehrte er 1996 nach Erlangen zurück, wo er bis zu seiner Emeritierung 2007 lehrte. Danach nahm er eine Professur (auf Vertragsbasis) für Arabisch in der Abteilung für Nahost-Studien an der Universität Tallinn in Estland an.

## Schriften (Auswahl)
- mit Wolfdietrich Fischer: Handbuch der Arabischen Dialekte. 1980.
- Laut- und Formenlehre des neuaramäischen Dialekts von Mīdin im Tūr ʿAbdīn. Wiesbaden 1993, ISBN 3-447-03334-7.
- Der neuaramäische Dialekt von Mlaḥsô. Wiesbaden 1994, ISBN 3-447-03498-X.
- Glossar zu Kinderib (anatolisches Arabisch). Wiesbaden 2005, ISBN 3-447-05243-0.
- mit Shabo Talay: Der neuaramäische Dialekt von Midyat (Miḏyoyo). Wiesbaden 2019, ISBN 3-447-11195-X.